# USS Wasp (1940)
De USS Wasp (CV-7) was een vliegdekschip van de United States Navy en was het achtste schip met die naam. Het was het enige schip uit zijn klasse, en gebouwd om het overgebleven tonnage voor vliegdekschepen volgens de verdragen van die tijd op te vullen. Daarom was het gebouwd op een verkleinde versie van de romp van de Yorktown-klasse

## Ontwerp
Wasp was een bijproduct van de Washington Naval Treaty. Met de constructie van de Yorktown en de Enterprise hadden de Verenigde Staten nog 15.000 ton vrij voor het uitbreiden van hun vliegdekschipvloot. De Navy probeerde een zo groot mogelijke luchtgroep op een schip te krijgen met bijna 25% minder waterverplaatsing dan de Yorktown-klasse. Om gewicht en ruimte te besparen werd de Wasp gebouwd met machines met een laag vermogen. Vergelijk de 75 000 pk-machines van de Wasp met de Yorktowns 120 000 pk, de Essex met 150 000 pk, en de Independence-klasse met 100 000 pk. Daarnaast werd de Wasp te water gelaten met vrijwel geen bepantsering, hoewel die opgewaardeerd kan zijn na het einde van de bouw. De Wasp bood ook totaal geen bescherming tegen torpedo's. Daarnaast was zijn tonnage ondergewaardeerd, en was zijn uiteindelijke deplacement bijna 20 000 ton.
Het eindresultaat was een schip met inherente ontwerpfouten. Deze fouten, samen met de slechte schadebeheersing in de begindagen van de oorlog, zouden fataal blijken te zijn.

## Begindagen
De kiel werd gelegd op 1 april 1936 bij de Fore River Shipyard in Quincy, Massachusetts. Het schip werd te water gelaten op 4 april 1939 na gedoopt te zijn door de vrouw van de assistent Secretary of the Navy en in dienst gesteld op 25 april 1940 bij de Army Quartermaster Base, Boston, Massachusetts.
Wasp bleef nog in Boston gedurende mei, voordat het vertrok op 5 juni 1940 voor het kalibreren van de radiorichtingzoekerapparatuur. Na verdere uitrusting in de haven van Boston voer het nieuwe vliegdekschip alleen uit naar Hampton Roads en kwam daar aan op 24 juni. Vier dagen later zette het koers naar de Cariben onder begeleiding van de Morris (DD-417).
Onderweg voerde het de eerste van vele vliegdekschipkwalificatietesten uit. Wasp kwam op tijd aan in Guantánamo Bay om mee te doen met de parade voor Independence Day.
De shakedown ging gepaard met tragedie. Op 9 juli crashte een van zijn Vought SB2U-2 Vindicators twee mijl van het schip. Wasp draaide bij om snel assistentie te verlenen, evenals de Morris. Boten van de laatste borgen spullen uit het bagagecompartiment, maar het vliegtuig zelf was verloren, evenals de tweekoppige bemanning.
Wasp verliet Guantánamo Bay op 11 juli en arriveerde in Hampton Roads vier dagen later. Daar nam het vliegtuigen van de 1st Marine Air Group aan boord en nam ze mee de zee op voor kwalificatietesten. Ze oefenden gedurende een hele week waarna de Mariniers in Norfolk weer van boord gingen en de Wasp naar Boston ging voor reparaties.
Terwijl het in Boston was, vuurde het een saluut af aan President Franklin Delano Roosevelt, wiens jacht, Potomac (AG-25), een korte stop maakte bij de Boston Navy Yard op 10 augustus.
Wasp verliet de Army Quartermaster Base op de 21e voor stuurdrills en testen op vol vermogen. Laat in de volgende ochtend, was het onderweg naar Norfolk. De volgende dagen diende de Ellis (DD-164) als vliegtuigwacht, terwijl de Wasp zijn vliegtuigen lanceerde en ontving: jagers van Fighter Squadron 7 (VF-7) en verkenningsbommenwerpers van Scouting Squadron 72 (VS-72). Het vliegdekschip voer Naval Station Norfolk binnen op 28 augustus voor reparatiewerk aan de turbines, wat het schip de volgende maand in het droogdok hield. Wasp rondde zijn laatste zeetesten af in Hampton Roads op 26 augustus 1940.

## Met de vloot
Klaar om zich bij de vloot te voegen en toegewezen aan Carrier Division 3 verruilde Wasp de Naval Operating Base, Norfolk op 11 oktober voor de Norfolk Navy Yard. Daar laadde het 24 Curtiss P-40 Warhawks van de Army Air Corps 8th Pursuit Group en negen North American O-47A's van het 2nd Observation Squadron, alsook zijn eigen reserveonderdelen en Grumman J2F Duck-vliegtuigen op de 12e.
Wasp vervolgde zijn tocht richting Cuba in gezelschap van de Plunkett (DD-431) en Niblack (DD-431). De vliegtuigen van de Wasp voerden routinevluchten uit en oefenden met duikbommenwerpers en machinegeweren gedurende de volgende vier dagen. Bij aankomst in Guantánamo brachten de kanonnen een saluut aan Rear Admiral Hayne Ellis, commandant van het Atlantische Squadron, die aan boord was van de Texas (BB-35), op 19 oktober.
Gedurende de rest van oktober en november bleef Wasp trainen in het gebied rond Guantánamo Bay. Zijn vliegtuigen vlogen vliegdekschipklassificaties en trainingsvluchten, terwijl zijn kanonniers oefenden op doelen gesleept door de nieuwe vlootsleepboot USS Seminole (AT-65).
Toen zijn werk in de Cariben klaar was voer Wasp naar Norfolk en kwam daar kort na de middag op 26 november aan. Het bleef in de Norfolk Navy Yard gedurende Kerstmis 1940. Na eerst ontmagnetiseringstesten te hebben gedaan met de Hannibal (AG-1), voer het in zijn eentje naar Cuba.
Toen het arriveerde in Guantánamo Bay op 27 januari 1941 onderging Wasp een normale routine van vliegoperaties tot in februari. Met Walke (DD-416) als escorte opereerde Wasp vanuit Guantánamo en Culebra, waarbij het manoeuvres uitvoerde met een indrukwekkende lijst oorlogsschepen, waaronder de Texas, Ranger (CV-4), Tuscaloosa (CA-37), Wichita (CA-45) en een lijst aan destroyers. Wasp liep kanondrills en oefeningen, alsook routinetrainingsvluchten gedurende maart. Onderweg naar Hampton Roads op 4 maart, ondernam het vliegdekschip een nachtgevechtsoefening tot in de vroege morgen van de 5e.
Tijdens de passage naar Norfolk kwam er zwaar weer opzetten op de avond van 7 maart. Wasp stoomde op een standaardsnelheid van 17 knopen. Rond Kaap Hatteras spotte een uitkijk een rode lichtkogel om 22:45, en een tweede set lichtkogels om 22:59. Om 23:29, met hulp van zoeklichten, vond Wasp de vreemdeling in problemen. Het was de houten schoener George E. Klinck, onderweg van Jacksonville (Florida) naar Southwest Harbor (Maine).
Ondertussen verergerde de zeegang van kracht 5 naar 7. Wasp legde langszij om 00:07 op 8 maart. Op dat moment klommen vier man van de schoener via de touwladder, gegeseld door de windvlagen. Daarom liet Wasp, ondanks het slechte weer, een boot zakken om 00:16 en bracht de overige vier man aan boord.
Later die dag liet Wasp de geredde zeelieden van boord en ging meteen het droogdok in op de Norfolk Navy Yard. Het schip kreeg vitale reparaties aan de turbines. Patrijspoorten aan bakboordzijde werden dichtgelast voor betere waterdichtheid en stalen schilden werden om de 5 inch- en 1,1 inch-batterijen geplaatst. Na deze reparaties en veranderingen klaar waren, stoomde Wasp naar de Maagdeneilanden op 22 maart, en arriveerde in Saint Thomas drie dagen later. Het verplaatste al snel naar Guantánamo Bay en laadde marinevoorraden voor transport naar Norfolk.
Na terugkomst in Norfolk op 30 maart voerde Wasp routinevluchtoperaties uit in Hampton Roads over de volgende dagen tot in april. In gezelschap van Sampson (DD-394), voerde het een reddingsactie uit voor een neergestort patrouillevliegtuig in de buurt op 8 april. De rest van de maand opereerde Wasp tussen Newport (Rhode Island) en Norfolk met een aan boord genomen vlieggroep. Ze stoomde naar Bermuda halverwege mei en ging voor anker in Grassy Bay op de 12e. Acht dagen later ging het schip onderweg met de Quincy (CA-39), Livermore (DD-429) en Kearny (DD-432) voor oefeningen op zee, voor terugkeer naar Grassy Bay op 3 juni. Wasp keerde terug naar Norfolk drie dagen later met Edison (DD-439) als anti-onderzeebootscherm.
Na een kort verblijf in Tidewater regio, keerde Wasp terug naar Bermuda op 20 juni. Wasp en zijn escorte patrouilleerden het stuk van de Atlantische Oceaan tussen Bermuda en Hampton Roads tot 5 juli, toen de neutrality patrol zones van de United States Atlantic Fleet oostwaarts werden uitgebreid. Het bleef een week in Grassy Bay liggen voordat het terugkeerde naar Norfolk op 12 juli in gezelschap van Tuscaloosa (CA-37), Grayson (DD-435), Anderson (DD-411) en Rowan (DD-405).

## Opbouw voor de oorlog
Na zijn terugkeer naar Norfolk op 13 juli 1941, voerden Wasp en zijn luchtgroep opfristrainingen uit bij de Virginia Capes. Ondertussen had de situatie in de Atlantische Oceaan een nieuwe complexiteit genomen. Waar de Amerikaanse deelname aan de Slag om de Atlantische Oceaan nog slechts een kwestie van tijd was, waren de Verenigde Staten nog een stap dichter bij betrokkenheid met de Britten. Om de Amerikaanse veiligheid te garanderen en Britse troepen te bevrijden die op andere plekken nodig waren, maakten de VS een plan om IJsland te bezetten. Hierbij speelde Wasp een belangrijke rol.
Laat in de middag van 23 juli, terwijl het vliegdekschip in Norfolk lag, meldden zich 32 vliegers van de United States Army Air Forces aan boord voor tijdelijke dienst. Om 06:30 de volgende dag werden 30 Curtiss P-40 Warhawks en drie Boeing-Stearman Model 75 trainers van het 33rd Pursuit Squadron aan boord gehesen. Drie dagen later kwamen er ook vier journalisten aan boord.
Het schip had de taak gekregen deze vitale legervliegtuigen naar IJsland te brengen vanwege een tekort aan Britse vliegtuigen om de Amerikaanse landingen te beschermen. De Amerikaanse P-40's zouden een defensief jachtscherm neerleggen om de Amerikaanse belegeraars te beschermen. Op 28 juli koerste Wasp naar zee, met O'Brien (DD-415) en Walke als escorte. De Vincennes (CA-45) voegde zich er later op zee bij.
Na een paar dagen voegde de groep van Wasp zich bij de grotere Task Force 16, bestaande uit de Mississippi (BB-41), Quincy, Wichita, vijf torpedobootjagers, Semmes (AG-24), American Legion (AP-35), Mizar (AF-12) en Almaack (AK-27). Deze schepen waren ook onderweg naar IJsland met de eerste bezettingstroepen aan boord. OP de ochtend van 6 augustus verlieten Wasp, Vincennes, Walke en O'Brien Task Force 16, waarna Wasp zijn vliegtuigen liet opstijgen. Terwijl de P-40s en trainers naar IJsland vlogen keerden ze terug naar Norfolk, waar ze aankwamen op 14 augustus.
Op 22 augustus was Wasp alweer onderweg voor kwalificaties en opfrislandingen voor de kapen van Virginia. Twee dagen later verplaatste schout-bij-nacht H. Kent Hewitt zijn commandovlag van de Savannah (CL-42) naar de Wasp. Samen met de Savannah, Monsen (DD-436) en Kearny ging Wasp verder met vluchtoperaties. Het vliegdekschip ging nog actief op zoek naar de Duitse zware kruiser Admiral Hipper, die volgens geruchten in de westelijke Atlantische Oceaan op zoek was naar prooien. De geruchten werden voor velen werkelijkheid op de 30e, toen het Britse slagschip HMS Rodney werd gezien, op zo'n 20 mijl afstand, op dezelfde koers als de Amerikanen.
In elk geval, als ze al op zoek waren naar een Duitse kruiser, maakten ze er geen contact mee. Wasp en zijn escorte gingen voor anker in de Golf van Paria, Trinidad, op 2 september, waar Admiraal Hewitt zijn vlag terugverplaatste naar de Savannah. Het vliegdekschip bleef in de haven tot 6 september, toen het weer op patrouille ging om de neutraliteit van de Verenigde Staten kracht bij te zetten.
Terwijl het op zee was, kreeg het schip het nieuws dat een Duitse U-boot zonder succes een poging had gedaan om de destroyer Greer (DD-145) aan te vallen. De Verenigde Staten werden meer en meer betrokken in de oorlog. Amerikaanse oorlogsschepen voeren nu in konvooien met Britse koopvaarders de halve Atlantische Oceaan over tot het "mid-ocean meeting point".
De bemanning van de Wasp keek erg uit naar de terugkeer naar Bermuda op 18 september, maar de nieuwe situatie in de Atlantische Oceaan betekende een wijziging in de plannen. Het ging in plaats daarvan naar Newfoundland, waar het arriveerde op 22 september en bijtankte van de Salinas (AO-19). De rust in de haven was van korte duur. De volgende dag was het weer onderweg richting IJsland. Onder begeleiding van de Wichita, vier destroyers en het reparatieschip Vulcan (AR-6), arriveerde Wasp in Hvalfjordur, IJsland op de 28e. Twee dagen ervoor had Admiraal Harold R. Stark, de Chief of Naval Operations, Amerikaanse oorlogsschepen bevolen er alles aan te doen elk Duits of Italiaans oorlogsschip te vernietigen dat ze tegen kwamen.
Met de vergrote activiteit van de US Navy in de konvooimissies, ging Wasp op 6 oktober de zee op met Vincennes en vier destroyers. Deze schepen patrouilleerden op de mistige koude Atlantische Oceaan totdat ze terugkeerden in Little Placenta Bay, Newfoundland, op de 11e. Op 17 oktober zette Wasp koers naar Norfolk, onderweg patrouilles uitvoerend, en arriveerde op zijn bestemming op de 20e. Daarna stoomde het naar Bermuda voor trainingsvluchten. Het legde aan in Grassy Bay op 1 november en voerde de rest van de maand patrouilles uit vanuit Bermuda.
In oktober had het aantal incidenten tussen Amerikaanse en Duitse oorlogsschepen zich vermenigvuldigd. Kearny werd met torpedo's tot zinken gebracht op 17 oktober, de Salinas op de 28e en, het meest tragische incident die herfst, de Reuben James (DD-245) werd met torpedo's tot zinken gebracht, met zware verliezen, op 30 oktober. Ondertussen verslechterden rond de Grote Oceaan de relaties tussen Japan en de VS elke dag.
Wasp verliet Grassy Bay op 3 december en, met Wilson (DD-408) als escorte, voerde het patrouilles uit en ook oefeningen met de kanonnen. Tijdens de Aanval op Pearl Harbor op 7 december 1941, lag het al twee dagen voor anker in Grassy Bay.

## Oorlog op de Atlantische Oceaan
Ondertussen keken de maritieme autoriteiten met veel bezorgdheid naar de Franse schepen die zich klaarmaakten om weer terug te keren naar Frankrijk. Daarom verlieten Wasp, Brooklyn (CL-40) en twee destroyers, Sterett (DD-407) en Wilson, Grassy Bay en voeren naar Martinique. Slechte informatie gaf de Amerikaanse autoriteiten in Washington de impressie dat de Vichy-Franse bewapende koopvaarder Barfleur onderweg was op zee. De Fransen werden daarom gewaarschuwd dat het schip tot zinken zou worden gebracht als het niet terugkeerde naar de haven en daar bleef liggen. Het bleek dat Barfleur niet vertrokken was, maar nog in de haven lag. De gespannen situatie bij Martinique was uiteindelijk afgelopen en een crisis was afgewend.
Toen de spanningen in West-Indië beduidend minder werden, verliet Wasp samen met USS Long Island (AVG-1) en geëscorteerd door Stack (DD-406) en Sterett Grassy Bay en voer naar Hampton Roads, drie dagen voor Kerstmis. Twee dagen later meerde het aan in de Norfolk Navy Yard voor groot onderhoud en aanpassingen die tot in 1942 zouden duren.
Na het verlaten van Norfolk op 14 januari 1942 voer Wasp naar het noorden en legde aan in NS Argentia, Newfoundland en Casco Bay, Maine. Op 16 maart, als onderdeel van Task Force 22.6, zette het weer koers naar Norfolk. Tijdens de ochtendwacht die dag verslechterde het zicht drastisch, en om 06:05 ploegde de boeg van Wasp zich in de stuurboordkant van de Stack, waardoor de eerste vuurkamer compleet onder water kwam te staan. Stack ging onderweg naar de Philadelphia Navy Yard waar de schade werd gerepareerd.
Ondertussen legde Wasp aan in Norfolk op de 21e zonder verdere incidenten. Op 26 maart zette het koers naar de Britse Eilanden met Task Force 39. Deze vloot was bedoeld om de Home Fleet van de Royal Navy te ondersteunen. Terwijl ze onderweg waren, werd schout-bij-nacht Wilcox van het slagschip USS Washington geslingerd. Hij verdronk. Hoewel gehinderd door slecht zicht, deden de vliegtuigen van Wasp mee aan een zoekactie. Het lichaam werd een uur later gevonden, met het gezicht naar beneden in de woeste zee, maar werd niet opgevist.
Rear Admiral Robert C. Griffin nam het commando over. De Amerikaanse schepen werden verwelkomd door een groep schepen rond de lichte kruiser HMS Edinburgh op 3 april. Deze schepen escorteerden hen naar Scapa Flow in de Orkney-eilanden. Terwijl ze daar waren maakte een Gloster Gladiator de eerste Britse landing op een Amerikaans vliegdekschip, toen hij landde op de Wasp.
Terwijl het grootste deel van TF 39 de Home Fleet gezelschap bleef houden om konvooien te beschermen die onderweg waren naar de Sovjet-Unie, verliet Wasp Scapa Flow op 9 april, onderweg naar Firth of Clyde en Greenock, Schotland. De volgende dag voer het vliegdekschip de rivier op langs de John Brown Clydebank scheepsbouwfaciliteiten. De nieuwe missie van Wasp was een belangrijke, waarvan het lot van het eilandbastion Malta afhing. Dit eiland was onder contiue aanvallen van Duitse en Italiaanse vliegtuigen en speelde een cruciale rol bij het aanvallen van konvooien van de As-mogendheden naar Noord-Afrika. De Britten, die wegens grote verliezen hun luchtoverwicht dreigden kwijt te raken, vroegen om een vliegdekschip om vliegtuigen naar Malta te transporteren om hun verliezen aan te vullen. Wasp diende weer een veerbootfunctie.
Nadat de eigen vliegtuigen aan land had gezet, laadde het Supermarine Spitfire Mk. V jagers in Glasgow op 13 april, en vertrok op de 14e. Zijn bescherming bestond uit Force W van de Home Fleet, een groep die onder meer bestond uit het slagkruiser HMS Renown en luchtafweerkruisers HMS Cairo en HMS Charibdys. Madison (DD-425) en Lang (DD-399) dienden ook om Wasp te beschermen.
Wasp en zijn consorten passeerden de Straat van Gibraltar onder dekking van de duisternis op 19 april, om zo de kans op ontdekking door Spaanse of As-agenten te verkleinen. Om 04:00 op 20 april liet Wasp 11 Grumman Wildcats opstijgen om een gevechtspatrouille uit te voeren over Force W. Ondertussen lieten de Spitfires hun motoren warmdraaien in de hangarruimtes eronder. Met de Wildcats boven hen kwamen de Spitfires een voor een aan dek via de achterste lift en werden ze gelanceerd richting Malta.
Toen alle Spitfires los waren keerde Wasp terug naar Engeland. De Spitfires waren echter opgemerkt door de As-inlichtingendienst en hun aankomst was uitgerekend. Een groot deel van de Spitfires werd vernietigd in bombardementen op de grond.
Het leek erop dat Wasp nog een bezorging zou moeten doen, en op het verzoek van Winston Churchill stond President Roosevelt dit toe. Wasp laadde nog een contingent Spitfires en voer naar Malta op 3 mei. Opnieuw arriveerde Wasp ongeschonden. Deze keer was het in gezelschap van het Britse vliegdekschip HMS Eagle, dat ook een contingent Spitfires voor Malta aan boord had.
De twee schepen arriveerden op hun lanceerpunten in de vroege ochtend van 9 mei, met Wasp op ongeveer een kilometer voor Eagle. Om 06:30 liet Wasp de F4s opstijgen voor bescherming. De eerste Spitfire gromde over het dek om 06:43, maar kreeg motorpech en plonsde in zee. Zowel de piloot als het toestel waren verloren.
Onaangedaan door het verlies van de piloot kwamen alle Spitfires de lucht in en vormden een formatie om naar Malta te vliegen. Het noodlot sloeg echter nog een keer toe toen een piloot per ongeluk zijn reservebrandstoftank dropte. Zonder de tank kon hij Malta nooit bereiken. Hij had twee keuzes: of omkeren en landen op Wasp, of op het water landen en de kansen nemen in het water.
De piloot koos voor de eerste optie. Wasp draaide op volle snelheid en ving het vliegtuig op om 07:43. De Spitfire stopte op slechts 5 meter van het einde van het vliegdek. Met zijn vitale taak gedaan zette het weer koers naar de Britse Eilanden, terwijl een Duits radiostation het bericht uitzond dat het Amerikaanse vliegdekschip was gezonken. De meesten in het geallieerde kamp wisten echter wel beter en op 11 mei stuurde Premier Churchill de Wasp een dankbaar diagram: "Veel dank voor jullie tijdige hulp. Wie zei er dat een wesp (wasp) geen twee keer kon steken?"

## Oorlog in de Grote Oceaan
Vroeg in mei, bijna tegelijk met de tweede Malta-tocht van Wasp, werd de Slag in de Koraalzee uitgevochten, en de Slag om Midway een maand later. Deze slagen leidden ertoe dat de VS nog maar twee vliegdekschepen had in de Grote Oceaan en het werd duidelijk dat het nodig was de Wasp over te plaatsen.
Wasp ging gehaast terug naar de Verenigde Staten voor aanpassingen en reparaties in de Norfolk Navy yard. Tijdens zijn verblijf in de Tidewater regio werd Kapitein Reeves, die gepromoveerd was, afgelost door Kapitein Forrest P. Sherman op 31 mei. Bij het verlaten van Norfolk op 6 juni stoomde Wasp met TF 37, die was opgebouwd rondom het nieuwe slagschip Carolina (BB-55) en geëscorteerd door Quincy (CA-39) en San Juan (CL-54) en een half dozijn destroyers. De groep passeerde het Panamakanaal op 10 juni, waarbij Wasp en zijn consorten TF 18 werden.
Bij aankomst in San Diego op 19 juni nam Wasp zijn vliegtuigen aan boord, Grumman TBF Avengers en Douglas SBD Dauntless, waarbij de laatste de oude Vindicators vervingen. Op 1 juli voer het naar Tonga als onderdeel van een konvooi met vijf transportschepen met het 2nd Marine Regiment.
Ondertussen werden er voorbereidingen gemaakt voor de invasie van de Salomonseilanden. Tot dat punt hadden de Japanners het offensief gehad, en bouwden een defensieve paramtere rond de rand van hun "Grote Oost-Aziatische Droom".
Op 4 juli, terwijl Wasp onderweg was naar het zuiden van de Grote Oceaan, landden de Japanners op Guadalcanal. Geallieerde planners realiseerden dat als de vijand kon opereren vanaf een landbasis, dat ze een directe bedreiging vormden voor de Geallieerde controle over de Nieuwe Hebriden en Nieuw-Caledonië. In plaats van te wachten tot de Japanners op volle sterkte waren, werd voorgesteld om direct toe te slaan, nu de verdediging nog niet zo sterk was. Vice-Admiral Robert L. Ghormley kreeg het commando over de operatie en zette zijn hoofdkwartier op in Auckland, Nieuw-Zeeland. Omdat de Japanners al een voet hadden op Guadalcanal, was tijd een belangrijke factor. Voorbereidingen voor de invasie vonden plaats met de grootst mogelijke geheimhouding en snelheid.
Wasp, samen met de vliegdekschepen Saratoga (CV-3) en Enterprise (CV-6), werd toegewezen aan de Support Force onder Vice Admiral Frank Jack Fletcher. Onder het tactische commando van schout-bij-nacht Noyes, aan boord van Wasp, moesten de vliegdekschepen luchtondersteuning bieden voor de invasie.
Wasp en zijn luchtpersoneel werkten intensief, zowel overdag als 's nachts, om hun niveau zo hoog mogelijk te maken, en tegen de tijd dat de operaties in Guadalcanal op het punt stonden te beginnen, was Capt. Sherman overtuigd dat zijn mannen de missie aankonden. "D-Day" was in eerste instantie gepland op 1 augustus, maar door de late aankomst van enkele transporten met Mariniers werd dit verzet naar 7 augustus.
Wasp, onder dekking van San Francisco (CA-38), Salt Lake City (CA-25) en vier torpedobootjagers, stoomde westwaarts naar Guadalcanal op de avond van 6 augustus tot middernacht. Toen draaide het naar een oostelijke koers om zijn lanceerpositie te bereiken, 84 zeemijl van Tulagi, een uur voor de dageraad. Om 05:30 werden de eerste vliegtuigen aan dek van Wasp klaar gemaakt en om 05:57 steeg het eerste gevechtsvliegtuig op.
De eerste vluchten van de F4Fs en SBDs kregen speciale doelen toegewezen: Tulagi, Gavutu, Tanambogo, Halavo, Port Purvis, Haleta, Bungana en het radiostation met de aanduiding "Asses' Ears".
De F4Fs, geleid door Lt. Shands en zijn wingman Ens. S.W. Forrer, draaiden langs de noordkust richting Gavatu. De andere twee gingen op weg naar de watervliegtuigfaciliteiten in Tanambogo. De Japanners leken verrast te zijn, en de Grummans schoten alle patrouillevliegtuigen en gevechtsvliegtuigen in het gebied kapot.
Ook de SBDs dropten hun bommen op de juiste plek. Onderzoeken na de aanval schatten dat de luchtafweerbatterijen aangegeven door de inlichtingendiensten allemaal vernietigd waren door de eerste golf van duikbommenwerpers. De paraatheid van de vijand was zo slecht, dat geen enkele van de vliegtuigen van Wasp werd neergeschoten. Slechts een van de 16 Grummans kwam niet terug, door een gebrek aan brandstof.
Om 07:04 stegen nog eens 12 Grumman TBF-1s op om de landingstroepen te helpen. Deze ondervonden weerstand van de vijand, maar de Avengers schakelden alle vijandelijke batterijen en manschappen uit.
De eerste dag van de Slag om Guadalcanal bleek succesvol te zijn. Zo'n 10.000 manschappen waren aan land gezet met slechts weinig weerstand. Op Tulagi daarentegen boden de Japanners fel weerstand, waarbij ze aan het eind van de dag nog ongeveer een vijfde deel van het eiland bezet hielden. De vliegdekschepen keerden zuidwaarts met hun begeleiding om te rusten gedurende de nacht.
Wasp keerde de volgende ochtend, 8 augustus, weer terug om continu patrouilles uit te blijven voeren over het transportgebied. Ook werden er verkenners de lucht in gestuurd die het gebied met een straal van 220 zeemijl om het schip heen, tot aan het eiland Santa Isabel en de New Georgia groep.
De Dauntless-piloten zagen niks die ochtend en maakten ook geen contact met de vijand. Maar dat zou snel veranderen. Om 08:15 spotte de leider een "Rufe", zo'n 40 mijl van Rekata bay, en zette de achtervolging in. De Japanse piloot trok op en probeerde in de wolken te vluchten. Uiteindelijk kwam de leider dichtbij en met een korte stoot van zijn 12 mm machinegeweren haalde hij de Rufe neer.
Ondertussen naderde er een grote groep Japanse vliegtuigen vanuit Bougainville, waarschijnlijk onderweg om de transporten bij Lunga Point aan te vallen. Toen deze opgemerkt waren, beval schout-bij-nacht Richard K. Turner dat alle transporten onderweg moesten gaan op volle snelheid. Daarna werden alle dekken klaargemaakt voor actie. Vliegtuigen van Wasp deden mee aan de gevechten die daarop volgden, sommige per ongeluk.
Na de acties bij de Salomonseilanden, spendeerde het vliegdekschip de volgende maand aan het patrouilleren en beschermen van de konvooien met voorraden op weg naar Guadalcanal. De Japanners begonnen al snel versterkingen te sturen.
Wasp werd naar het zuiden bevolen door Vice Admiral Fletcher om bij te tanken, en deed niet mee in de Zeeslag bij de Oostelijke Salomonseilanden op 24 augustus 1942. Die slag kostte de Amerikanen het gebruik van de waardevolle Enterprise. Saratoga werd met torpedo's aangevallen een week later en verliet het zuiden van de Grote Oceaan voor reparaties. Dat liet nog slechts twee vliegdekschepen achter in het zuidwesten van de Grote Oceaan: Hornet (CV-8), die pas een jaar in dienst was, en Wasp

## Het verlies
Op dinsdag 15 september escorteerden de twee vliegdekschepen samen met de North Carolina en 10 andere oorlogsbodems de troepentransportschepen met het 7th Marine Regiment naar Guadalcanal als versterkingen. Wasp moest daarbij steeds klaar voor actie zijn en opereerde zo'n 150 zeemijl ten zuidoosten van San Cristóbal. De brandstofsystemen waren in gebruik, daar de vliegtuigen werden bijgetankt en herbewapend voor patrouilles tegen onderzeeboten. Wasp was in staat van paraatheid vanaf een uur voor zonsopgang tot de tijd dat de ochtendpatrouille weer terug was om 10:00. Daarna was het schip in Conditie 2, met het luchtcontingent in de vliegvertrekken. Er was geen contact met de vijand gedurende de dag, met uitzondering van een Japans watervliegtuig, neergehaald door een Wasp Wildcat om 12:15.
Om ongeveer 14:20 draaide het schip in de wind om acht jagers en 18 SBD-3's de lucht in te sturen, en om acht F4F's en drie SDB's weer te laten landen. Het schip haalde snel de elf vliegtuigen binnen en draaide naar stuurboord, waarbij het schip licht overhelde. Het luchtdetachement werkte, zoals gewoonlijk, onverstoorbaar door met het bijtanken en herbewapenen van de vliegtuigen om ze weer gevechtsklaar te maken voor de middagmissies.
Plotseling, om 14:44, riep een uitkijk: 
"drie torpedo's... drie punten voorwaarts van stuurboord!"
Een salvo van zes torpedo's, gelanceerd door een Japanse B1 type onderzeeër, de I-19, kwam snel dichterbij. Wasp gooide zijn roer scherp naar stuurboord, maar het was al te laat. Drie torpedo's sloegen in. Een apart geval was een torpedo die uit het water kwam, een keer stuiterde en het schip raakte boven de waterlijn. Alle drie sloegen ze in bij de brandstof- en munitievoorraden. De rest van de torpedo's miste doel.

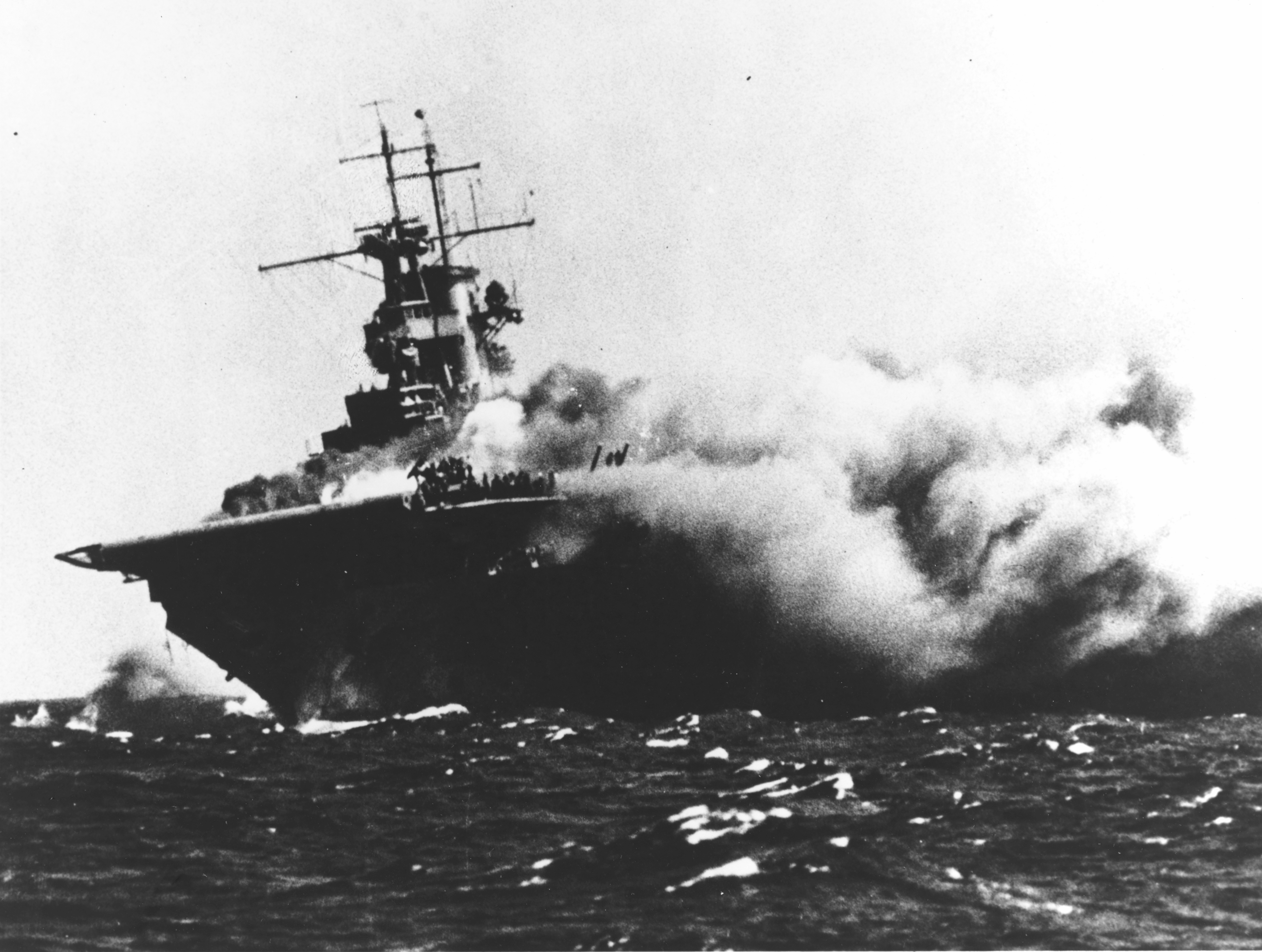
Brandende Wasp kort na torpedoinslagen

Snel achter elkaar volgden ontploffingen door het ruim van het schip. Vliegtuigen op het vliegdek en hangardek werden in het rond gesmeten. Vliegtuigen die opgehesen waren in het hangardek kwamen naar beneden en crashten boven op de vliegtuigen die eronder stonden. Er braken vele branden tegelijk uit in het hangardek en ook op de dekken eronder. Al snel deed de hitte de klaarliggende munitie bij de luchtafweerkanonnen aan de stuurboordzijde van het schip ontploffen.
De watertanks in het voorste deel van het schip werden door de explosies kapot gereten. Er was daardoor geen water beschikbaar om de branden te bestrijden, en de branden lieten steeds meer munitie en brandstof ontploffen. Terwijl het schip tussen de 10 en 15° slagzij maakte naar stuurboord, liepen brandstof en olie in zee en vatten daar vlam.
Sherman minderde snelheid tot 10 knopen, beval het roer naar bakboord te draaien om zo de wind op de stuurboordkant te krijgen, om zo het vuur aan de voorkant te houden. Op dat moment zorgden vlammen dat het centrale station onbereikbaar werd en de communicatiesystemen vielen uit. Snel brak er een benzinebrand uit in het voorste deel van de hangar, 24 minuten na de aanval, waarna drie andere benzine-explosies optraden. Tien minuten later consulteerde Sherman met zijn eerste officier. De twee mannen zagen geen andere oplossing dan bevel geven het schip te verlaten, omdat het bestrijden van de brand geen zin meer had. De overlevenden moesten snel van boord gehaald worden, als ze onnodig levensverlies wilden voorkomen. Sherman beval "Abandon Ship" om 15:20. Alle zwaargewonde manschappen werden in reddingsboten gelaten. Veel niet gewonde mannen moesten aan de achterkant het schip verlaten, door de grote branden aan de voorkant. Het verlaten ging ordelijk en zonder grote paniek. De enige vertraging ontstond toen mannen weigerden het schip te verlaten terwijl de gewonden nog niet allemaal van boord waren. Het verlaten kostte bijna 40 minuten, en om 16:00, er zeker van dat alle overlevenden van boord waren, verliet ook de kapitein het schip.
Terwijl het gevaar van Japanse onderzeeërs ervoor zorgde dat de torpedobootjagers uit elkaar waren gevaren zorgden de kleinere schepen voor de reddingsactie. De Laffey (DD-459), Lansdowne (DD-486), Helena (CL-50) en Salt Lake City haalden in totaal 1946 man van boord. Het verlaten schip bleef drijven met zijn dode bemanningsleden nog aan boord. De vuurzee werd alsmaar groter. Lansdowne kreeg de taak om het vliegdekschip het genadeschot te geven, en het vuurde vijf torpedo's af op het stervende schip. Drie sloegen in, maar het bleef drijven. Onderhand dreef het schip op een zee van brandende olie. Het zonk met de boeg eerst om 21:00.
De torpedo's van de onderzeeër die Wasp hadden gemist voeren nog enkele kilometers door en sloegen in andere doelen in. Een torpedo raakte het slagschip North Carolina (BB-55), dat beschadigd raakte, en de andere beschadigde de torpedobootjager O'Brien (DD-415), die daardoor uiteindelijk zou zinken.
Wasp ontving twee Battle stars voor zijn dienst in de Tweede Wereldoorlog.